# بطولة ويمبلدون 1946
قائمة ببطولات ويمبلدون لسنة 1946:

## فردي رجال
يفون بيترا هزم  جيوف يراون . النتيجة: 6-2 6-4 7-9 5-7 6-4

## فردي سيدات
باولين بيتز أددي هزمت  لويس بروه كلاب. النتيجة: 6-2, 6-4